# باسم بن ناصر
باسم بن ناصر (9 أغسطس 1982 القيروان تونس - ) هو لاعب كرة قدم تونسي يلعب كلاعب وسط.